# Javier Balboa
Javier Ángel Balboa Osa (Madrid, 1985. május 13. –) spanyol születésű egyenlítői-guineai labdarúgó, aki jelenleg a szaúd-arábiai Al-Mesaimeer-ben játszik középpályásként.